# Akcja w Pińsku
Akcja w Pińsku – akcja zbrojna Armii Krajowej, podczas której 18 stycznia 1943 r. uwolniono ok. 43 więźniów przetrzymywanych w więzieniu w Pińsku.

## Historia
W czasie II wojny światowej Pińsk początkowo znalazł się w sowieckiej strefie okupacyjnej, po 22 czerwca 1941 r. został zajęty przez wojsko III Rzeszy.
Miasto i rejony okoliczne było obszarem działania Armii Krajowej. Trzej żołnierze AK: kpt. Alfred Paczkowski ps. „Wania”, por. Mieczysław Eckhardt ps. „Bocian” i st. strzelec Piotr Downar ps. „Azor” w listopadzie 1942 r. otrzymali zadanie wysadzenia mostu na rzece Horyń. 20 listopada, podczas zwiadu w okolicy mostu i przechodzenia przez jedną z zamarzniętych rzeczek pod Alfredem Paczkowskim załamał się lód i złamał on nogę. Towarzysze ukryli go w budynku nieczynnej smolarni, sami wyruszyli do Dawidgródka po pomoc, gdzie zostali aresztowani. Niemcy znaleźli przy nich dywersyjne wyposażenie m.in. miny kolejowe i angielską radiostację. Paczkowski został odkryty przez ukraińskich partyzantów i również aresztowany.
Trafili do więzienia Gestapo w Pińsku, gdzie poddano ich brutalnemu przesłuchaniu. Dowództwo AK informację o uwięzieniu żołnierzy otrzymało dopiero w połowie grudnia, natychmiast podjęto decyzję o podjęciu próby ich uwolnienia. Szczególnie ważne było uwolnienie Alfreda Paczkowskiego, który był dowódcą III odcinka „Wachlarza” i znał strategiczne informacje nt. działalności podziemia. Rozpatrywano kilka wariantów uwolnienia aresztowanych, m.in. zapłacenie łapówki w kwocie 60 tys. Reichsmarek. Ostatecznie zdecydowano się na przeprowadzenie akcji zbrojnej. Na jej dowódcę Dowódca Armii Krajowej gen. Stefan Rowecki wybrał cichociemnego – por. Jana Piwnika ps. „Donat”. Trzon grupy stanowiło jeszcze trzech cichociemnych: por. Jan Rogowski ps. „Czarka”, por. Wacław Kopisto ps. „Kra”, ppor. Michał Fijałka ps. „Kawa” oraz żołnierz warszawskiego podziemia – pchor. Zygmunt Sulima ps. „Esesman”. Do Pińska został wysłany st. strz. z cen. Antoni Kończala ps. „Antoni Mały”, którego zadaniem było sprawdzenie sytuacji oraz nawiązanie kontaktu z członkami pińskiej konspiracji.
2 stycznia 1943 r. grupa wyruszyła do Brześcia, skąd udała się do Pińska. Wsparcia udzieliła miejscowa struktura AK. Stworzono zaplecze logistyczne, na które składała się sieć łączności i transportu, kryjówki oraz polowy szpital. Aby mieć kontrolę nad poczynaniami Gestapo (obawiano się wywiezienia więźniów z Pińska) Polacy założyli podsłuch na linii telefonicznej. Grupa biorąca udział w ataku została podzielona na sześć podgrup, w ataku na więzienie miało wziąć udział 16 żołnierzy podziemia, a około 10 innych stanowiło wsparcie zewnętrzne. Plan ataku został opracowany szczegółowo z powodu dużej przewagi liczebnej przeciwnika. Zakładano, że powodzenie akcji zależy od zaskoczenia i przerwania łączności Pińska z innymi miastami.
Atak przeprowadzono 18 stycznia 1943 r. o godzinie 16:55. Posłużono się podstępem – czterej Polacy udający gestapowców wjechali na teren więzienia samochodem podobnym do używanego przez Sicherheitsdienst, neutralizując wartownika i zdobywając kancelarię. Dwie pozostałe grupy, liczące ośmiu żołnierzy, sforsowały mur zewnętrzny i przystąpiły do ataku. Opanowano budynek administracji, gdzie zabito komendanta więzienia Oberwachtmeistra Ludwiga Hellingera oraz jego zastępcę Wachtmeistra Waltera Zöllnera. Odnaleziono klucze do cel i uwolniono żołnierzy AK: Paczkowskiego, Downara i Mariana Czarneckiego ps. „Ryś” oraz ok. 40 innych więźniów.
Po 15 minutach od rozpoczęcia akcji uwolnieni zostali ewakuowani samochodami poza miasto, a po kilku dniach dotarli do Warszawy.

## Konsekwencje akcji
Akcja została zrealizowana wzorowo, tylko jeden żołnierz AK został lekko ranny. Stacjonujące w Pińsku niemieckie oddziały, szacowane na 3000 żołnierzy, dowiedziały się o ataku kilka godzin po jego zakończeniu. Jan Piwnik i Jan Rogowski za przeprowadzenie akcji otrzymali Krzyże Srebrne Virtuti Militari. Wacław Kopisto i Michał Fijałka za udział w akcji zostali odznaczeni Krzyżami Walecznych. Pomimo zastosowania kamuflażu, polegającego na użyciu rosyjskiego języka i odzieży, Niemcy odpowiedzialnością za akcję obarczyli polskie podziemie. W odwecie 22 stycznia w Janowie Poleskim rozstrzelano trzydziestu mieszkańców Pińska – Polaków i Białorusinów. Dziewięciu z nich było członkami Komitetu Polskiego – organizacji stworzonej przez Niemców a traktowanej przez nich jako zakładników.